# Mornington Lockett
Mornington Edward Lockett (Stepney (Londen), 19 november 1961) is een Britse jazzmuzikant (saxofoon, klarinet).

## Biografie
Lockett, die opgroeide op het Isle of Wight, begon op 14-jarige leeftijd klarinet te spelen. Twee jaar later trad hij op met de Goose Island Syncopators en de Unity Stompers. Tijdens zijn studie aan het Dartington College of Arts wendde hij zich tot de tenorsaxofoon en volgde lessen bij Bobby Wellins. Hij verbleef aanvankelijk in Devon, voordat hij in 1984 naar Londen kwam voor een grondige studie aan de Guildhall School of Music and Drama. Daar werkte hij samen met Sarah Jane Morris en werd hij lid van de band van Jim Mullen (1988-93). Hij werkte ook voor Sax Appeal om van 1990 tot 1994 deel uit te maken van het sextet van Ronnie Scott. Hij bleef samenwerken met Arturo Sandoval, Ian Shaw, Claire Martin en Andrea Vicari. Hij behoorde jarenlang tot de bands van Martin Drew (1995–2010) en Stan Tracey (1996–2010), maar was ook onderweg met Don Weller, John Critchinson, Trudy Kerr en Jimmy Smith.
In 1996 speelde hij zijn debuutalbum Late Night Sax als After Dark, dat nummer 18 bereikte in de Britse albumlijsten. Samen met Martin Drew leidde hij het project Celebrating the Jazz Couriers tussen 2002 en 2004, dat was gewijd aan de muziek van Ronnie Scott en Tubby Hayes en in 2002 ontving hij een British Jazz Award voor beste combo. De band, waarvoor hij ook arrangeerde, werd in 2004 voortgezet als The New Jazz Couriers. Lockett presenteerde het album The 3 Tenors op het Appleby Jazz Festival in 2008, samen met tenorsaxofonisten Art Thema en Don Weller. Lockett heeft lesgegeven aan het Trinity College of Music, het Leeds College of Music en het Royal College of Music.